# Malformation de Dandy-Walker
 Mise en garde médicale
La malformation de Dandy-Walker est une malformation du système nerveux central regroupant :

- kyste de la fosse cérébrale postérieure en communication avec le IVème ventricule
- absence (agénésie) ou développement insuffisant (hypoplasie) du vermis cérébelleux

Cette malformation peut être isolée ou être le témoin d’une maladie génétique ou infectieuse. Elle doit son nom aux neurochirurgiens Walter Dandy et Arthur Earl Walker (en).

## Autres noms de la maladie
Il existe des variations anatomiques de cette malformation qui sont désignées comme « complexe Dandy-Walker » ou « variant Dandy-Walker ».

## Incidence
1 pour 100 000 naissances vivantes. Elle est plus élevée chez le garçon (1,24 pour 100 000) que chez la fille (0,78 pour 100 000).

## Diagnostic

### Échographique
L’étude de la fosse postérieure du fœtus fait partie des items obligatoires au cours de l’échographie morphologique du deuxième trimestre de la grossesse. Le diagnostic ne peut être fait qu'à partir de la 18e semaine d'aménorrhée, lorsque le développement du vermis cérébelleux est achevé.

La taille de la fosse postérieure ne doit pas dépasser 10 mm.

La découverte d’une malformation de Dandy-Walker doit faire rechercher d’autres malformations associées comme :
- Agénésie du corps calleux
- Dysgénésie du vermis du cervelet
- Atrésie des foramens de Luschka et Magendie
- Anomalie de la giration
- Cardiopathie congénitale
- Anomalie de la face ou des mains

### Étiologique
- L’interrogatoire recherchera la prise de médicaments chez la mère.
- La recherche d’une étiologie nécessite la réalisation du caryotype fœtal et la réalisation d’une étude du cerveau fœtal par imagerie à résonance magnétique.
- Les investigations à la recherche d’infection virale maternelle et fœtale seront faites.

## Étiologie

### Maladie génétique
- Lissenencéphalie de Warburg
- Syndrome de Coffin-Siris
- Syndrome de Joubert
- Syndrome de Mohr
- Syndrome de Meckel-Gruber
- Syndrome de Fraser
- Syndrome d'Aicardi
- Syndrome de Smith-Lemli-Opitz
- PHACE Association
- Syndrome d'Ellis-Van Creveld
- Syndrome de Goldston

### Maladie chromosomique
De nombreuses anomalies chromosomiques peuvent être responsables de cette malformation comme :
- Trisomie 13
- Trisomie 18
- Triploïdie

### Maladie infectieuse
- Rubéole
- Toxoplasmose
- Cytomégalovirus

### Tératogène
- Alcool
- Anti-vitamine K
- Isotrétinoïne

### Maladie maternelle
- Diabète

## Pronostic
Le pronostic dépend bien entendu de l’étiologie. Lorsque la malformation apparaît isolée et l’enquête étiologique négative, 50 % des fœtus affectés ont un développement post natal normal

## Sources
- Site en français de renseignement sur les maladies rares et les médicaments orphelins
- Fetology Edition Mc Graw Hill
- Site personnel sur le syndrome de Dandy-Walker

Ce site spécifique au Dandy-Walker avec des informations, des témoignages, des parcours fascinants et un forum pour un dialogue live et des échanges aussi bien en français qu'en anglais.
- Dandy-Walker Alliance, une association aux États-Unis fondée par une famille avec un enfant DW.